# Ancestris
Ancestris es un software gratuito de genealogía que cumple con las especificaciones GEDCOM versión 5.5 y 5.5.1. Es un software libre licenciado por GNU GPL 3.0 y disponible para Linux, BSD, Solaris, MAC y Windows. Está escrito en lenguaje Java y se basa en la plataforma NetBeans de Oracle. 

## Funciones
Ancestris trabaja directamente en el archivo GEDCOM que garantiza el control de datos, evita tener que hacer exportaciones y facilita el intercambio de datos entre varias personas que trabajan en la misma genealogía.
Sus principales características:
- Software gratuito y completo de genealogía
- Le permite trabajar en varias genealogías al mismo tiempo.
- Interfaz de múltiples ventanas o pestañas fácil de usar
- Muchas vistas posibles: ediciones, geográficas, de árbol, cronológicas, tablas, gráfico
- Edición de lugares y geolocalización automática.
- Publicación en Internet integrada en un sitio personal de su elección.
- Importación de archivos GedCom, con una herramienta de reparación para el archivo importado
- Exportar a sitios web como GeneaNet y CousinsGenWeb
- Entrada masiva de documentos al examinar registros municipales, parroquiales o notariales
- Producción de varios informes: lista flash, grupo familiar, árboles, etc.
- Compartir árboles entre usuarios
- Numeración de Sosa, d'Aboville y Sosa-d’Aboville.

## Comunidad
Soporte al usuario
Ancestris tiene un soporte para usuarios basado en una comunidad de ayuda mutua dinámica y receptiva, compuesta por especialistas en genealogía, desarrolladores y muchos entusiastas y usuarios de genealogía, que participan en los desarrollos del software.

## Idiomas
Ancestris está disponible en alemán, inglés, castellano, catalán, finlandés, francés, griego moderno, húngaro, italiano, holandés, noruego, polaco, portugués y sueco. 

## Contribuciones a la ciencia
En 2009 y 2010, el equipo de Ancestris colaboró con Nadine Pellen, investigadora en fibrosis quística. Gracias a los algoritmos desarrollados para la ocasión, pudo tener éxito en su investigación manipulando 250 árboles genealógicos y 258 000 individuos. El 18 de marzo de 2013, publicó "La fibrosis quística como legado”

## Distribuciones gratuitas
Ancestris está presente en distribuciones GNU Linux como:
- Haiku desde el 22 de abril de 2016
  - [https://linuxfr.org/news/ancestris-est-disponible-pour-haiku Ancestris está disponible para Haiku
  - En Haiku es accesible en el repositorio "clasqm". (Tenga en cuenta que la última versión alfa disponible aún no tiene administración de paquetes, debe realizar una compilación nocturna mientras espera la versión beta).
- Emmabuntüs desde el 20 de junio de 2016: EmmaDE: la nueva versión de Emmabuntüs

### Relacionados con el artículo
- Genealogía
- GEDCOM